# Terre del Colleoni
Terre del Colleoni oder nur Colleoni ist die geschützte Herkunftsbezeichnung, unter der Weine der norditalienischen Provinz Bergamo, Region Lombardei in den Verkehr gebracht werden dürfen, soweit die Weine die Anforderungen des maßgeblichen Disciplinare di produzione di vini a denominazione di origine controllata „Terre del Colleoni“ o „Colleoni“ erfüllen.

## Anbaugebiet
Folgende Gemeinden in der Provinz Bergamo sind für den Anbau und die Erzeugung zugelassen: Adrara San Martino, Adrara San Rocco, Albano Sant’Alessandro, Almè, Almenno S. Bartolomeo, Almenno San Salvatore, Alzano Lombardo, Ambivere, Bagnatica, Barzana, Bergamo, Berzo San Fermo, Bolgare, Bonate Sopra, Bonate Sotto, Borgo di Terzo, Brembate Sopra, Brusaporto, Calusco d’Adda, Caprino Bergamasco, Carobbio degli Angeli, Carvico, Castelli Calepio, Cenate Sopra, Cenate Sotto, Chignolo d’Isola, Chiuduno, Cisano Bergamasco, Costa di Mezzate, Credaro, Curno, Entratico, Foresto Sparso, Gandosso, Gorle, Grumello del Monte, Luzzana, Mapello, Montello, Mozzo, Nembro, Paladina, Palazzago, Ponte San Pietro, Ponteranica, Pontida, Pradalunga, Predore, Presezzo, Ranica, San Paolo d’Argon, Sarnico, Scanzorosciate, Seriate, Sorisole, Sotto il Monte Giovanni XXIII, Telgate, Terno d’Isola, Torre Boldone, Torre de’ Roveri, Trescore Balneario, Valbrembo, Viadanica, Vigano San Martino, Villa d’Adda, Villa d’Almè, Villa di Serio, Villongo und Zandobbio.

## Erzeugung
Zulässig ist die Erzeugung von unter anderem:
Die im Titel genannte Rebsorte muss zu mindestens 85 % enthalten sein. Höchstens 15 % andere analoge Rebsorten, die zum Anbau in der Region Lombardei zugelassen sind, dürfen zugesetzt werden.
- Terre del Colleoni Pinot Bianco oder Colleoni Pinot Bianco (auch als Spumante und Frizzante)
- Terre del Colleoni Pinot Grigio oder Colleoni Pinot Grigio (auch als Spumante und Frizzante)
- Terre del Colleoni Chardonnay oder Colleoni Chardonnay (auch als Spumante und Frizzante)
- Terre del Colleoni Incrocio Manzoni oder Colleoni Incrocio Manzoni  (auch als Spumante und Frizzante)
- Terre del Colleoni Moscato Giallo oder Colleoni Moscato Giallo (auch als Passito und Frizzante)
- Terre del Colleoni Schiava (Schiava Nera) oder Colleoni Schiava (auch als Frizzante)
- Terre del Colleoni Merlot oder Colleoni Merlot (auch als Novello und Frizzante)
- Terre del Colleoni Marzemino oder Colleoni Marzemino (auch als Frizzante)
- Terre del Colleoni Cabernet oder Colleoni Cabernet (auch als Novello und Frizzante)
- Terre del Colleoni Franconia oder Colleoni Franconia (auch als Novello und Frizzante)
- Terre del Colleoni Incrocio oder Colleoni Incrocio (auch als Novello und Frizzante)
- Terre del Colleoni Spumante oder Colleoni Spumante: muss aus den Rebsorten Chardonnay und/oder Pinot bianco und/oder Pinot nero und/oder Incrocio Manzoni und/oder Pinot Grigio erzeugt werden.[1]